# Polizeigewalt

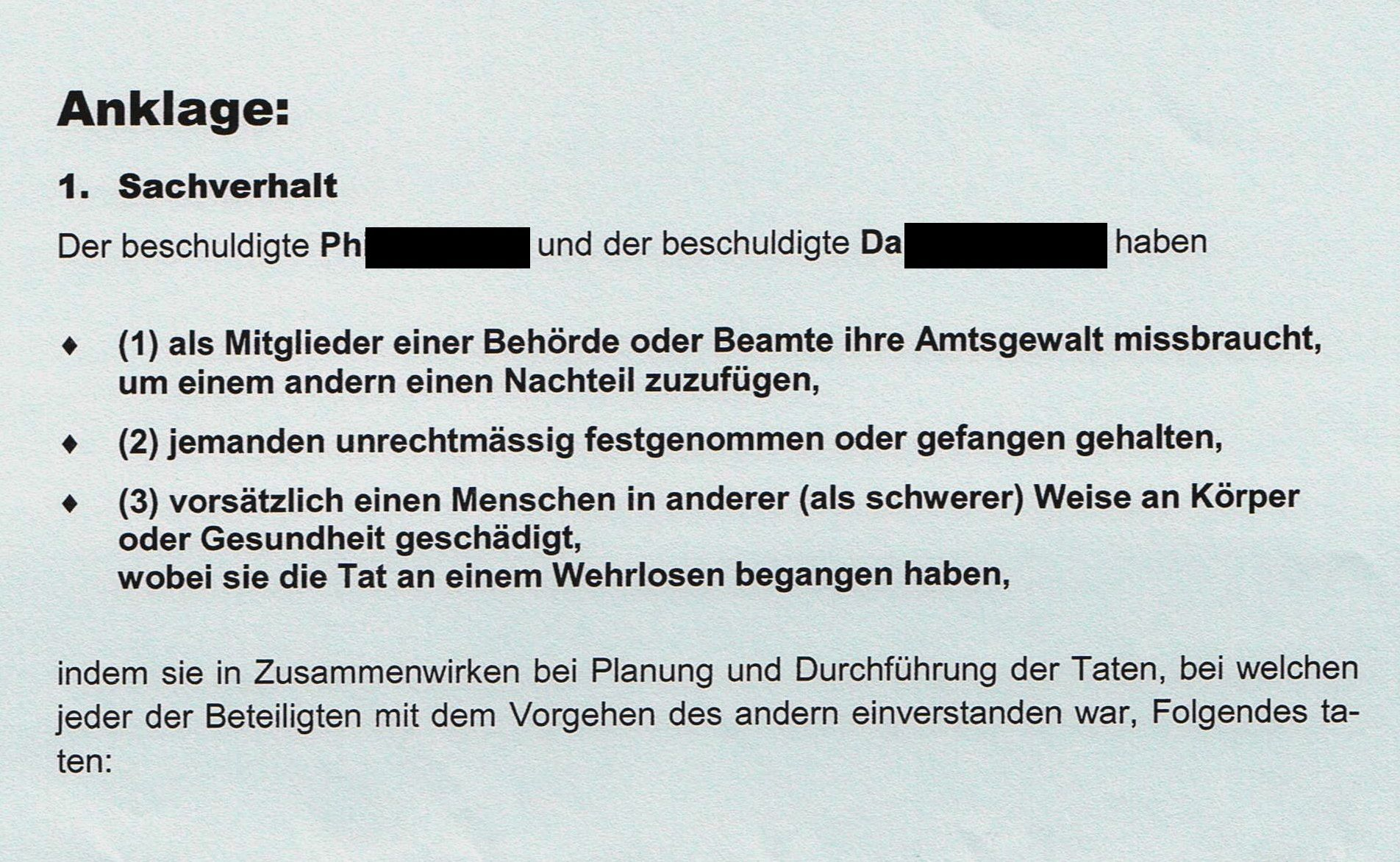
Anklage gegen zwei Polizisten der Stadtpolizei Zürich wegen Gewalttätigkeiten

Der Begriff Polizeigewalt wird in der Kriminologie und den Medien verwendet, um körperliche und psychische Gewalt zu beschreiben, die von Polizisten ausgeübt wird. Die Anwendung von Gewalt ist vom Gesetz nur unter bestimmten Voraussetzungen erlaubt und dann nur in einem verhältnismäßigen Ausmaß. Insbesondere in der gesellschaftlichen Debatte bezieht sich der Begriff oft auf unrechtmäßige Gewaltanwendung und wird dann synonym mit Polizeiübergriff oder Polizeiwillkür verwendet.
In Deutschland schwanken die Ermittlungsverfahren wegen mutmaßlicher Polizeigewalt zwischen 2000 und 3000 pro Jahr. Nur ein Bruchteil (≈2 %) der Anzeigen führt letztlich zu einer Anklage. Polizeigewalt findet in Deutschland hauptsächlich auf Großveranstaltungen statt, wobei vor allem junge Männer übermäßiger Polizeigewalt zum Opfer fallen und diese ausüben. Marginalisierte Gruppen zeigen sich als besonders häufig betroffen.
Sowohl international als auch inländisch wird die behördliche Aufarbeitung von Polizeigewalt in Deutschland kritisiert, da die Erledigungspraxis der Staatsanwaltschaften gegenüber gewöhnlichen Verfahren deutliche Abweichungen zeigt. Die Ursachen werden unter anderem in nicht ausreichend gründlichen und unabhängigen Ermittlungen und einer gewissen Definitionsmacht der Polizei vermutet (siehe Verfahrenserledigung und Gewaltbewertung).

## Deutschland

### Rechtliche Aspekte
Staatsrechtlich gehört die Polizei zur Exekutive und übt nach Artikel 20 des Grundgesetzes Abs. 2 einen Teil der Staatsgewalt aus. Dabei ist sie nach Art. 20 Abs. 3 „an Gesetz und Recht gebunden.“
Nach deutscher Rechtslage sind Polizeivollzugsbeamte im Rahmen ihrer polizeilichen Aufgabenerfüllung ermächtigt, im Rahmen der Vorschriften über unmittelbaren Zwang und Notwehr auch physische Gewalt anzuwenden, wobei jedenfalls das Verhältnismäßigkeitsprinzip und das Willkürverbot zu wahren sind. Polizei(aufgaben)gesetze und andere Gesetze wie die Strafprozessordnung bilden den engeren Rahmen für polizeiliche Gewalt und die durchzuführenden Maßnahmen. So sind in den Gesetzen u. a. die Voraussetzung für den unmittelbaren Zwang und Standardmaßnahmen wie bspw. den Polizeigewahrsam geregelt, anhand derer die Rechtmäßigkeit des polizeilichen Handelns geprüft werden kann.
In der Praxis kommt es jedoch vor, dass polizeiliches Handeln unrechtmäßig, unverhältnismäßig, willkürlich oder menschenrechtswidrig ist. Nach Auffassung von Amnesty International ist „Polizeigewalt […] dann menschenrechtswidrig, wenn es sich um eine Misshandlung, Folter oder exzessive Gewalt handelt.“ Exzessive Gewalt wiederum ist nach Definition von Amnesty International „[…] Gewalt, die nicht im Verhältnis zu dem eigentlich rechtmäßigen Ziel steht, das die Polizei erreichen will.“ In so einem Fall könnte eine Körperverletzung im Amt durch den handelnden Polizisten gegeben sein. Im Falle einer rechtswidrigen polizeilichen Maßnahme ist, aus Sicht der von der Maßnahme betroffenen Person, Widerstand gegen Vollstreckungsbeamte gerechtfertigt (siehe § 113 Abs. 3 StGB).
Schmerzgriffe lassen sich unterscheiden in Nervendrucktechniken (punktuelle Kompressionen einzelner neuronaler Punkte oder Areale im Körper) und Hebeltechniken (die Überstreckung bzw. Überbeugung einzelner Gliedmaßen). Die Rechtsgrundlage für die Anwendung von Nervendrucktechniken durch die Polizei ist angezweifelt worden, da diese nicht unmittelbar der Erreichung des polizeilichen Ziels dienen, sondern alleine Schmerzen zufügen, mit dem Ziel einer Willensbeugung durch Schmerz beziehungsweise durch die Angst davor. Kritiker betonen, dass die betroffene Person während der Anwendung des Nervendrucks kaum in der Lage sei, eine Handlung durchzuführen. Im Gegensatz dazu kann bei Hebeltechniken die betroffene Person den entstehenden Schmerz dadurch vermeiden oder beenden, dass sie mit ihrem Körper in die Richtung nachgibt, in die gehebelt wird.
In einigen Bundesländern wurden mittlerweile staatliche Beschwerdestellen eingerichtet.

### Fallzahlen in Deutschland
| Jahr | Ermittlungsverfahren wegen Gewaltdelikten von Polizisten | davon eingestellt | davon Anklagen | davon Strafbefehle |
| ---- | -------------------------------------------------------- | ----------------- | -------------- | ------------------ |
| 2009 | 1604                                                     |                   |                |                    |
| 2010 | 2133                                                     | 93 %              | 63             |                    |
| 2011 | 2417                                                     | 2087              |                |                    |
| 2012 | 2367                                                     |                   |                |                    |
| 2013 | 2048                                                     |                   |                |                    |
| 2014 | 2138                                                     |                   |                |                    |
| 2015 | 2233                                                     | 94 %              | 38             |                    |
| 2016 | 2383                                                     | 2132              |                |                    |
| 2017 | 2177                                                     | 91 %              | 17             |                    |
| 2018 | 2126                                                     | 1891              | 23             | 17                 |
| 2019 | 2340                                                     |                   |                |                    |
| 2020 | 2500                                                     |                   |                |                    |
| 2021 | 2790                                                     | 2433              | 37             | 24                 |

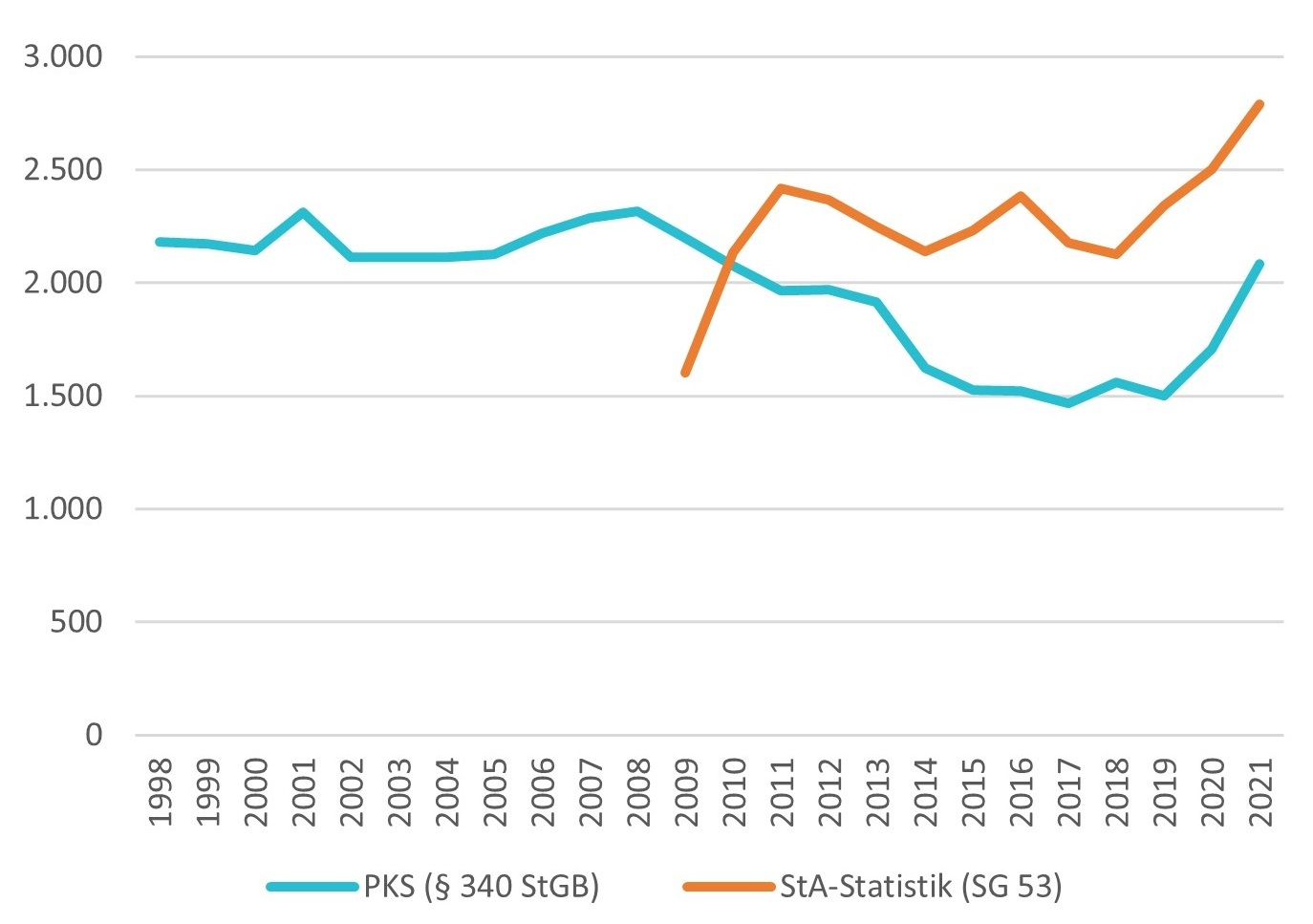
Fälle der Körperverletzung im Amt nach § 340 StGB nach der Polizeilichen Kriminalstatistik (PKS) des Bundeskriminalamts (grün) sowie
"erledigte Ermittlungsverfahren" wegen Gewaltausübung durch Polizeibedienstete nach der Staatsanwaltschaftsstatistik (orange).

Die gelisteten Daten zeigen das Hellfeld an, also die zur Anzeige gebrachten Fälle von mutmaßlicher Polizeigewalt. Im Rahmen des Forschungsprojektes KviAPol („Körperverletzung im Amt durch Polizeibeamt*innen“), sahen jedoch etwa 91 % der Befragten von einer Anzeige ab, hauptsächlich da sie ihre Erfolgschancen als niedrig einschätzten. Dass ein so großer Prozentsatz der Verfahren wieder eingestellt wird, erklärt Prof. Tobias Singelnstein dadurch, dass die Ermittlungen im Ermittlungsverfahren (das der Staatsanwaltschaft untersteht), in den meisten Fällen von der Polizei selbst durchgeführt werden.
Unter den zur Anzeige gebrachten Fällen kamen im Jahr 2021 zu den 61 Strafbefehlen und Anklagen noch 46 Fälle hinzu, in denen die Staatsanwaltschaften zwar Verfehlungen sahen, die Verfahren aber wegen Auflagen (z. B. Zahlungen an eine gemeinnützige Organisation) einstellten. Außerdem würden jedes Jahr dutzende Verfahren wegen Geringfügigkeit eingestellt, im Jahr 2022 belief sich die Zahl eingestellter Verfahren wegen mutmaßlich rechtswidriger Polizeigewalt auf 53 Fälle.
Die stetige Zunahme an Ermittlungsverfahren werden in einer Analyse zum einen mit einem möglichen Anstieg in Gewaltdelikten durch die Häufung gesellschaftlicher Konflikte erklärt, aber auch einem gesteigerten Anzeigeverhalten aufgrund der Sensibilisierung für das Thema Polizeigewalt und der als höher eingeschätzten Erfolgschancen aufgrund besserer Beweislagen durch Videoaufnahmen.

#### Schusswaffengebrauch mit Todesfolge
| Polizeilicher Schusswaffengebrauch mit Todesfolge in Deutschland | Polizeilicher Schusswaffengebrauch mit Todesfolge in Deutschland | Polizeilicher Schusswaffengebrauch mit Todesfolge in Deutschland | Polizeilicher Schusswaffengebrauch mit Todesfolge in Deutschland | Polizeilicher Schusswaffengebrauch mit Todesfolge in Deutschland |
| --- | ---------------------------------------------------------------- | ---------------------------------------------------------------- | ---------------------------------------------------------------- | ---------------------------------------------------------------- |
| Jahr |                                                                  |                                                                  |                                                                  | Todesfälle                                                       |
| 1976 | 1976                                                             |                                                                  | 6                                                                | 6                                                                |
| 1977 | 1977                                                             |                                                                  | 17                                                               | 17                                                               |
| 1978 | 1978                                                             |                                                                  | 9                                                                | 9                                                                |
| 1979 | 1979                                                             |                                                                  | 10                                                               | 10                                                               |
| 1980 | 1980                                                             |                                                                  | 14                                                               | 14                                                               |
| 1981 | 1981                                                             |                                                                  | 13                                                               | 13                                                               |
| 1982 | 1982                                                             |                                                                  | 10                                                               | 10                                                               |
| 1983 | 1983                                                             |                                                                  | 21                                                               | 21                                                               |
| 1984 | 1984                                                             |                                                                  | 6                                                                | 6                                                                |
| 1985 | 1985                                                             |                                                                  | 8                                                                | 8                                                                |
| 1986 | 1986                                                             |                                                                  | 11                                                               | 11                                                               |
| 1987 | 1987                                                             |                                                                  | 3                                                                | 3                                                                |
| 1988 | 1988                                                             |                                                                  | 9                                                                | 9                                                                |
| 1989 | 1989                                                             |                                                                  | 10                                                               | 10                                                               |
| 1990 | 1990                                                             |                                                                  | 13                                                               | 13                                                               |
| 1991 | 1991                                                             |                                                                  | 9                                                                | 9                                                                |
| 1992 | 1992                                                             |                                                                  | 11                                                               | 11                                                               |
| 1993 | 1993                                                             |                                                                  | 15                                                               | 15                                                               |
| 1994 | 1994                                                             |                                                                  | 10                                                               | 10                                                               |
| 1995 | 1995                                                             |                                                                  | 14                                                               | 14                                                               |
| 1996 | 1996                                                             |                                                                  | 11                                                               | 11                                                               |
| 1997 | 1997                                                             |                                                                  | 12                                                               | 12                                                               |
| 1998 | 1998                                                             |                                                                  | 7                                                                | 7                                                                |
| 1999 | 1999                                                             |                                                                  | 19                                                               | 19                                                               |
| 2000 | 2000                                                             |                                                                  | 5                                                                | 5                                                                |
| 2001 | 2001                                                             |                                                                  | 8                                                                | 8                                                                |
| 2002 | 2002                                                             |                                                                  | 7                                                                | 7                                                                |
| 2003 | 2003                                                             |                                                                  | 3                                                                | 3                                                                |
| 2004 | 2004                                                             |                                                                  | 9                                                                | 9                                                                |
| 2005 | 2005                                                             |                                                                  | 5                                                                | 5                                                                |
| 2006 | 2006                                                             |                                                                  | 6                                                                | 6                                                                |
| 2007 | 2007                                                             |                                                                  | 12                                                               | 12                                                               |
| 2008 | 2008                                                             |                                                                  | 10                                                               | 10                                                               |
| 2009 | 2009                                                             |                                                                  | 6                                                                | 6                                                                |
| 2010 | 2010                                                             |                                                                  | 8                                                                | 8                                                                |
| 2011 | 2011                                                             |                                                                  | 6                                                                | 6                                                                |
| 2012 | 2012                                                             |                                                                  | 8                                                                | 8                                                                |
| 2013 | 2013                                                             |                                                                  | 8                                                                | 8                                                                |
| 2014 | 2014                                                             |                                                                  | 7                                                                | 7                                                                |
| 2015 | 2015                                                             |                                                                  | 11                                                               | 11                                                               |
| 2016 | 2016                                                             |                                                                  | 13                                                               | 13                                                               |
| 2017 | 2017                                                             |                                                                  | 16                                                               | 16                                                               |
| 2018 | 2018                                                             |                                                                  | 11                                                               | 11                                                               |
| 2019 | 2019                                                             |                                                                  | 13                                                               | 13                                                               |
| 2020 | 2020                                                             |                                                                  | 15                                                               | 15                                                               |
| 2021 | 2021                                                             |                                                                  | 8                                                                | 8                                                                |
| 2022 | 2022                                                             |                                                                  | 11                                                               | 11                                                               |
| 2023 | 2023                                                             |                                                                  | 8                                                                | 8                                                                |
| 2024 | 2024                                                             |                                                                  | 22                                                               | 22                                                               |
| Datenquelle: Institut für Bürgerrechte & öffentliche Sicherheit e. V.: Polizeiliche Todesschüsse (2024), basierend auf Statistiken der Deutschen Hochschule der Polizei. |                                                                  |                                                                  |                                                                  |                                                                  |

Eine Sonderkategorie ist der Gebrauch der Schusswaffe und dort wiederum die Einsätze mit Todesfolge. Das Institut für Bürgerrechte & öffentliche Sicherheit zählte zwischen 1976 und 2024 insgesamt 514 Tote durch Polizeischüsse in Deutschland. Für die Fälle, bei denen ausreichend Informationen zum Opfer veröffentlicht wurden, ermittelte das Institut, dass etwa 98 % der Opfer männlich waren, in 41 % das Opfer selber eine Schusswaffe hatte und in 17 % auch Polizeibeamte verletzt oder getötet wurden. Bei etwa 18 % der Fälle handelte es sich um psychische Ausnahmesituation, laut Recherchen der Taz spielten zwischen 1990 und 2017 sogar bei mehr als der Hälfte der Getöteten psychische Erkrankungen eine Rolle. Die Tageszeitung resümierte, dass die eigentliche Notwehrsituation oftmals erst durch den Polizeieinsatz ausgelöst wurde, da die Polizisten das Problem unbedingt unverzüglich zu lösen versuchten, ohne geeignete Fachleute zurate zu ziehen. In der Ausbildung wird das Thema Umgang mit psychisch beeinträchtigten Personen demnach nur kurz angesprochen und es mangelt an entsprechenden Fortbildungsmaßnahmen.

#### Verfahrenserledigung und Gewaltbewertung
| Vergleich der Verfahrenserledigung der Staatsanwaltschaften (2018)                                                                                                  |                                                                          |
| Verfahren gegen Polizeibedienstete wegen Gewaltausübung und Aussetzung (2018) n = 2.020                                                                             | Gesamte Erledigungen durch die Staatsanwaltschaften (2018) n = 4.080.245 |
| Einstellung mangels hinreichenden Tatverdachts (§ 170 Abs. 2 StPO)Opportunitätseinstellungen (u. a. §§ 153 Abs. 1, 153a StPO)Anklage/StrafbefehlSonstige Erledigung |                                                                          |

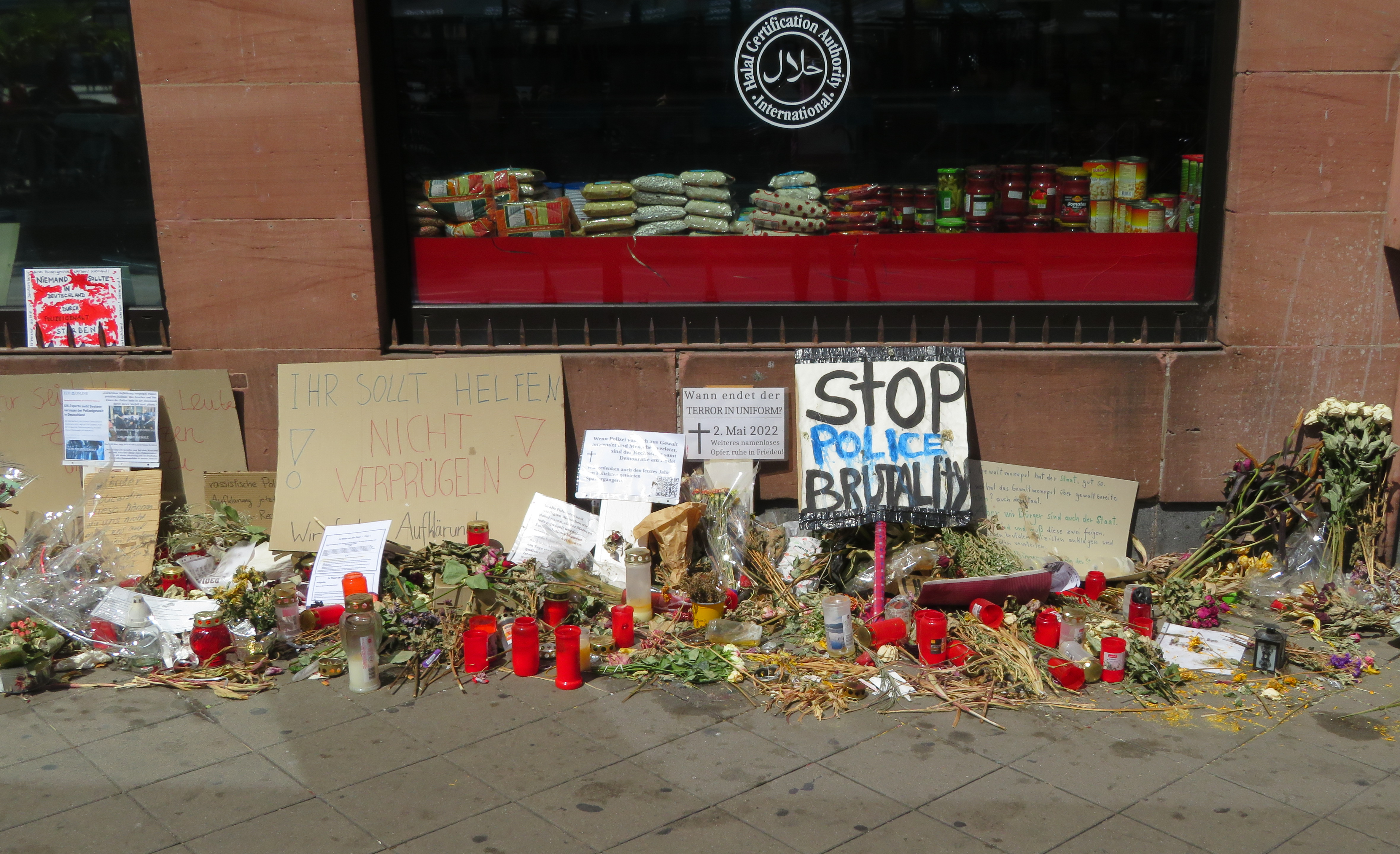
Niedergelegte Blumen nach Gewaltanwendung gegen einen Patienten des ZI am 2. Mai 2022.

Für die Strafverfahren zu Verdachtsfällen rechtswidriger polizeilicher Gewalt zeigen die Statistiken eine besondere Erledigungspraxis der Staatsanwaltschaften: Während über 90 % der Verfahren eingestellt werden, wird nur in etwa 2 % der Fälle Anklage erhoben. Laut dem KviAPol Projekt kann diese ungewöhnlich niedrige Anklagequote nicht nur auf unberechtigte Anzeigen zurückgeführt werden, sondern ist auch durch strukturelle Besonderheiten dieser Verfahren bedingt. Danach gibt es oft eine schwierige Beweislage, es ist für Polizeibeamte als Zeugen herausfordernd Kollegen zu belasten, und die Neutralität polizeilicher Ermittlungen ist nur bedingt gewährleistet. Außerdem erweist sich für die zuständigen Staatsanwälte, angesichts der alltäglichen engen Zusammenarbeit mit der Polizei, eine unvoreingenommene Herangehensweise an solche Verfahren als Herausforderung. Dabei erschwert es die hohe Arbeitsbelastung, Vorannahmen über polizeiliche Angeklagte oder Zeugen zu hinterfragen, da diese häufig als besonders glaubwürdig und zuverlässig angesehen werden bzw. die Glaubwürdigkeit der Betroffenen polizeilicher Gewalt infolgedessen geringer erscheint. In den auf eine polizeiliche Gewaltanwendung folgenden Bewertung der Gewalt erweist sich die polizeiliche Deutungsweise angesichts dieser Umstände als besonders durchsetzungsfähig und dokumentiert somit eine gewisse Definitionsmacht der Polizei.
Bei einer polizeiinternen Befragung in den Jahren 1998 und 2001 von Amnesty International „[…] waren 25 Prozent der Beamten der Meinung, hin und wieder sei es durchaus akzeptabel, mehr Gewalt anzuwenden als erlaubt. Und sechs von zehn Polizisten gaben an, auch gravierender Gewaltmissbrauch von Kollegen werde nicht immer berichtet oder angezeigt.“
Die Gerichts-Reporterin Kerstin Herrnkind resümiert: „Opfer von Polizeigewalt in Deutschland … werden kriminalisiert. Die Polizei ermittelt gegen eigene Kollegen nicht immer gründlich. Polizisten lügen vor Gericht, um Kollegen zu decken.“

#### Situationen und Formen
Im Rahmen des KviAPol Projektes wurde übermäßiger Einsatz polizeilicher Gewalt besonders häufig für Einsätze bei Großveranstaltungen (Demonstrationen, Fußballspiele etc.) geschildert. Aber auch Einsatzsituationen außerhalb von Großveranstaltungen, wie Konfliktsituationen oder Personenkontrollen, spielten mit etwa 20 % eine erhebliche Rolle. Am häufigsten berichteten junge Männer, polizeiliche Gewalt erfahren zu haben. Nach Angaben der Betroffenen wurde die Gewalt auch am häufigsten von männlichen Beamten bis 30 Jahre ausgeübt. Die Befragungsdaten sowie die Interviews zeigten, dass marginalisierte Personen in besonderer Weise von übermäßiger polizeilicher Gewalt betroffen sind. Auch Organisationen zur Unterstützung von rassismusbetroffenen Personen berichten, dass ihre Klientel überdurchschnittlich häufig Polizeigewalt erleben.

### Bundesgrenzschutz
In den 1990er Jahren gab es beim Bundesgrenzschutz pro Jahr grob zwischen 30 und 60 Verfahren wegen Körperverletzung im Amt.
| Jahr | Verfahren im Zusammenhang mit der Dienstausübung | Verfahren im Zusammenhang mit der Dienstausübung | Einstellung | Freispruch | Verurteilung |
| Jahr | insgesamt                                        | davon wg. Körperverletzung im Amt                | Einstellung | Freispruch | Verurteilung |
| ---- | ------------------------------------------------ | ------------------------------------------------ | ----------- | ---------- | ------------ |
| 1992 | 046                                              | 33                                               | 35          | 3          | 6            |
| 1993 | 069                                              | 36                                               | 41          | 0          | 3            |
| 1994 | 078                                              | 49                                               | 51          | 0          | 1            |
| 1995 | 104                                              | 45                                               | 40          | 0          | 2            |
| 1996 | 100                                              | 58                                               | 19          | 0          | 1            |
| 1997 | 081                                              | 42                                               | 21          | 0          | 0            |

### Bundesländer

#### Baden-Württemberg
In Baden-Württemberg wurde der Tag der Räumung des Stuttgarter Schlossgartens zum Baumfällen, der 30. September 2010, zum Schwarzen Donnerstag, weil mehrere Demonstranten durch polizeiliche Maßnahmen verletzt wurden. In verschiedenen Strafprozessen wird der Tag juristisch aufgearbeitet, politisch befasst sich ein Untersuchungsausschuss des Landtags von Baden-Württemberg mit dem Polizeieinsatz. Vor diesem Hintergrund nahm die grün-rote Landesregierung in ihren Koalitionsvertrag folgenden Passus auf: „Wir werden eine individualisierte anonymisierte Kennzeichnung der Polizei bei sogenannten Großlagen einführen, unter strikter Wahrung des Rechts auf informationelle Selbstbestimmung der Polizistinnen und Polizisten.“ Erst Ende 2022 wurde dieser durch die schwarz-grüne Regierungskoalition, die ihn in ihren Koalitionsvertrag übernommen hatte, zur Umsetzung gebracht. Innenminister Thomas Strobl (CDU) erklärte hierzu, dass zum Schutz der Persönlichkeitsrechte der Polizisten die Kennzeichnung bei den rund 1.640 Einsatzkräften, bei denen sie zur Anwendung kommt, anonym sei.

#### Bayern
In den 2010er Jahren gab es pro Jahr rund 130 Anzeigen wegen Körperverletzung im Amt. Beim BLKA, Dezernat 13 (Amtsdelikte), gingen 2011 „1.750 Beschwerden über Polizeibeamte“ ein.
Die vom Bayerischen Unterstützungskommando ausgeübte Gewalt war Thema in verschiedenen Presseberichten und Verfahren.
Im Zuständigkeitsbereich der Polizeiinspektion Rosenheim gab es mehrere Vorkommnisse, die in den Medien thematisiert wurden, ebenso im Zuständigkeitsbereich der Polizei München. Vor allem der Fall einer Frau, der vorgeblich aus Notwehr von einem Polizisten mit der Faust ins Gesicht geschlagen wurde, wurde in vielen Medien aufgegriffen und im Bayerischen Landtag diskutiert.
Ebenfalls viel Aufmerksamkeit erregte 2009 der Polizeieinsatz in Regensburg, der zum Tod von Tennessee Eisenberg führte.
| Jahr | Anzeigen wg. Gewaltausübung oder Aussetzung 1 | Anzeigen wg. Zwang und Missbrauch im Amt 1 | Anzeigen wg. Körperverletzung im Amt 2 |
| ---- | --------------------------------------------- | ------------------------------------------ | -------------------------------------- |
| 2010 | 224                                           | 256                                        | rund 130rund                           |
| 2011 |                                               |                                            | rund 130rund                           |
| 2012 |                                               |                                            | 151                                    |

Im Polizeipräsidium Schwaben Nord gab es 2012 17 Vorwürfe wegen Körperverletzung im Amt gegen Polizisten, die zu Strafverfahren führten. Von diesen wurden 14 eingestellt, drei waren Anfang April 2013 noch nicht abgeschlossen.
Das Magazin quer ist der Auffassung, die Polizei sei dabei, ihr gutes Image in der Bevölkerung zu verspielen. Die Wichtigkeit des Images unterstreicht Joachim Kersten, Professor an der Deutschen Hochschule der Polizei, im selben Beitrag: „Die Polizei ist die Visitenkarte der Zivilgesellschaft. Sie ist das Instrument des Rechtsstaats, aber sie ist auch eine Visitenkarte.“ Susanna Tausendfreund sieht „[…] in der Bevölkerung [ein] erschütterte[s] Vertrauen in die Polizei […]“ Richter Erich Fuchs sagte in dem Fall des Rosenheimer Polizeichefs, der wegen vorsätzlicher Körperverletzung im Amt verurteilt wurde: „Durch solche Handlungen werde das Ansehen der Polizei geschädigt und das Vertrauen der Bevölkerung beeinträchtigt.“ Auch heißt es in quer, „[d]as Vertrauen der Bevölkerung in die Ordnungshüter – und nun auch noch in die Justiz – ist empfindlich gestört.“
Auf persönlicher Ebene führte der Fall des von Polizisten erschossenen Tennessee Eisenberg zu einem nachhaltig gestörten Vertrauen der Familie in den Rechtsstaat.
Speziell in Rosenheim wird in quer die mangelnde Kommunikation der Staatsanwaltschaft zu Vermutungen, vier Polizisten seien häufiger in Fälle von unangemessener Polizeigewalt involviert, kritisiert. „[Denn] so geraten nicht nur die vier möglichen Rambos, sondern alle Rosenheimer Polizisten in den Verdacht, gelegentlich über die Stränge zu schlagen.“
Die Süddeutsche Zeitung schreibt: „Der Faustschlag eines Polizisten hat nicht nur das Nasenbein einer gefesselten Frau gebrochen, er hat auch das Image der Münchner Polizei schwer beschädigt.“
Nach den kritisierten Fällen von Polizeigewalt wurden am 1. März 2013 in München und Nürnberg Stellen für Beschwerden über Amtsdelikte in Südbayern bzw. Nordbayern eröffnet. Die Münchner Stelle existierte schon früher, war aber nur für Beschwerden des Polizeipräsidiums München zuständig. Die Beschwerdestellen sind beim Bayerischen Landeskriminalamt angesiedelt.
Einen Tag nach einem tödlichen Schusswaffengebrauch eines Polizisten kam es in Burghausen zu einer Demonstration mit ca. 50 Teilnehmern, die von ca. 100 Polizisten begleitet wurde. Eine Woche später demonstrierten rund 200 Menschen gegen die Polizeigewalt. 5 Jahre nach der Tat erinnerte der Deutsche Hanfverband München im Juli 2019 an das Geschehen und forderte mit einer Demonstration unter Beteiligung von Grünen und Linken die Wiederaufnahme des Verfahrens gegen den Schützen sowie dessen Entwaffnung. Hierzu veröffentlichte der ehemalige Polizeipräsident von Münster, Hubert Wimber, für den Verein LEAP (Law Enforcement Against Prohibition) Deutschland eine Stellungnahme, in der der Schusswaffengebrauch als „grob unverhältnismäßig“ und „offenkundig rechtswidrig“ bezeichnet wird, die Einstellung des Verfahrens sei daher „nicht nachvollziehbar“.

#### Berlin
Die Einheit für besondere Lagen und einsatzbezogenes Training (EbLT) war eine Einheit der Polizei Berlin, die der damalige Innensenator Wilhelm Kewenig (CDU) Mitte des Jahres 1987 als Reaktion auf die Ausschreitungen und die polizeilichen Pannen in der Nacht vom 1. zum 2. Mai d. J. im Berliner Problem-Stadtteil Kreuzberg aufstellte und die nach mehrfachen problematischen Einsätzen und breiter medialer und politischer Kritik im Januar 1989 wieder aufgelöst wurde.
In den 1990er Jahren lag pro Jahr die Anzahl an Ermittlungen wegen möglicher Körperverletzung bei rund 1000 Fällen, von denen ca. ein Dutzend zu einer Anklage führten und ein halbes Dutzend zu einer Verurteilung. Es wurde mehrfach über Polizeigewalt bei Demonstrationen oder 1.-Mai-Festen berichtet.
| Jahr Zahlen 2008–2011: nur Polizeibeamte Zahlen 2012: alle Polizeibeschäftigte | Anz. Anzeigen oder Ermittlungsverfahren wg. mögl. Körperverletzung | eingestellte Strafverfahren Zahlen können sich auf die Vorjahre beziehen | Anklagen | Freisprüche | Verurteilungen |
| ------------------------------------------------------------------------------ | ------------------------------------------------------------------ | ------------------------------------------------------------------------ | -------- | ----------- | -------------- |
| 1992                                                                           | 591 Anzeigen 9                                                     | 572 9                                                                    |          |             |                |
| 1996                                                                           | 928 1                                                              |                                                                          | 26 1     |             | 5 1            |
| 1997                                                                           | 1027 1                                                             |                                                                          | 14 1     |             | 6 1            |
| 1998                                                                           | 1004 1                                                             |                                                                          | 12 1     |             | 5 1            |
| 1999                                                                           | 967 1                                                              |                                                                          | 13 1     |             | 3 1            |
| 2007                                                                           | 771 2 8                                                            | 746 4                                                                    |          | 21 4        | 1–3 4 8        |
| 2008                                                                           | 636 3 8                                                            | 615 3 8                                                                  |          | 6 3         | 0 3            |
| 2013                                                                           | 484 5                                                              | 451 7                                                                    |          | 6 7         | 2 5 6 7        |

#### Brandenburg
Im Rahmen der Diskussionen um die rechtswidrige Polizeigewalt bei der Freiheit-statt-Angst-Demonstration stellte 2010 der damalige Berliner Polizeipräsident Dieter Glietsch eine Kennzeichnungspflicht für Polizisten in Aussicht, die 2011 beschlossen wurde. Seit Juli 2011 sind Berliner Polizeibeamte zum Tragen eines Namen- oder Nummernschildes verpflichtet. Im Januar 2014 wurde berichtet, dass die SPD von der Polizei unabhängige Stellen für Beschwerden gegen die Polizei einrichten möchte. Ein Polizeieinsatz, bei dem ein Mann im Neptunbrunnen erschossen wurde, löste eine Diskussion über die Möglichkeiten von Überwältigungen und Alternativen zur Schusswaffe aus. Benedikt Lux sprach von einem Schuss ins Bein oder dem Einsatz von Pfefferspray. Peter Trapp forderte mehr Taser im Polizeidienst, die momentan nur testweise vom SEK eingesetzt werden. Des Weiteren wurde auf die Möglichkeit des Einsatzes eines Mehrzweckstocks, des Spezialeinsatzkommandos (SEK), Elektroschockern oder der Sprache hingewiesen.

#### Hamburg
Im Jahr 1992 gab es 120 Anzeigen wegen Körperverletzung im Amt gegen die Sondereinheit der Wache 16, aus denen keine Strafverfahren folgte. In den 2000er Jahren gab es jährlich grob zwischen 350 und 500 tatverdächtige Polizisten.
Nach „[…] ausländerfeindliche[n] Übergriffe[n] der Hamburger Polizei […]“ trat am 12. September 1994 der damalige Innensenator Werner Hackmann von seinem Amt zurück. Im folgenden Hamburger Polizeiskandal wurden mehrere Vorwürfe über Fehlverhalten in der Hamburger Polizei erhoben.
1998 wurde die bis 2002 bestehende Hamburger Polizeikommission als unabhängige Einrichtung geschaffen, um solchen Vorwürfen nachzugehen.
Richterin Anne Meier-Göring am Amtsgericht Hamburg äußerte im oben genannten Fall von Körperverletzung im Amt auf der Davidwache, dass die „Gefälligkeits- und Falschaussagen“ der Kollegen des angeklagten Polizisten „[…] ein Verhalten [sind], das Misstrauen in der Bevölkerung schürt“.

#### Nordrhein-Westfalen
| Jahr | Anklagen wegen Körperverletzungsdelikten | Verurteilungen |
| ---- | ---------------------------------------- | -------------- |
| 2010 |                                          | mind. 1        |
| 2011 | mind. 2                                  |                |

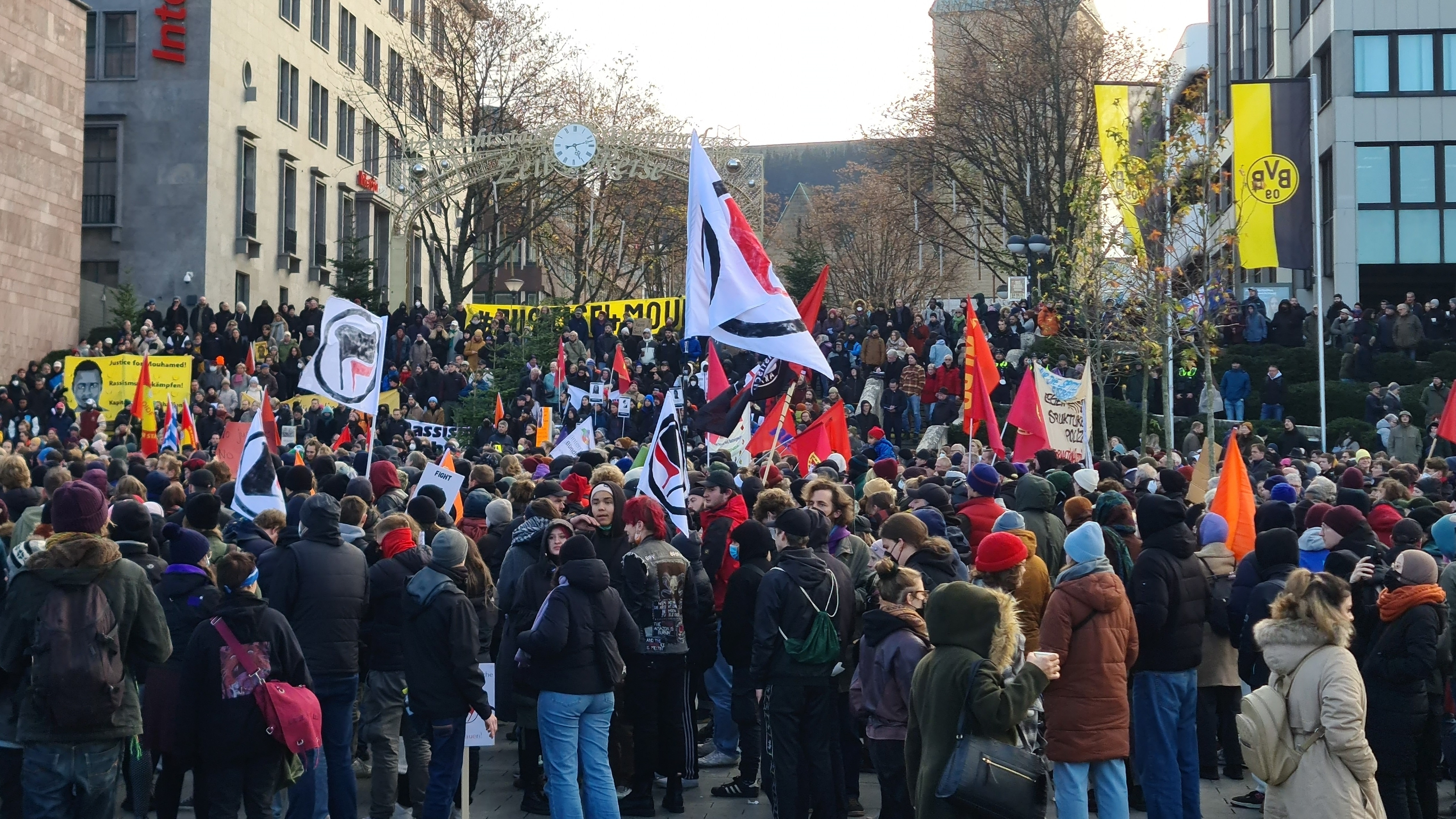
Demo Justice for Mouhamed in Dortmund

Zwischen 1997 und 2002 gab es insgesamt 37 Verfahren wegen des Verdachts der Körperverletzung im Amt von Beamten der Eigelsteiner Wache.
2002 starb der 31-jährige Stephan Neisius, nachdem er von mehreren Beamten der Wache geschlagen und getreten worden war.
Nach einem Polizei-Einsatz in Herford wurde u. a. von der Piratenpartei eine unabhängige Ermittlungsstelle und von Gregor Golland Body-Cams gefordert.
Nach einem Polizeieinsatz im August 2022 in Dortmund, bei dem Mouhamed Dramé von einem Polizisten mit einer Maschinenpistole angeschossen wurde und kurze Zeit später starb, kündigte Innenminister Herbert Reul an, „'Schusswaffengebräuche sowie sämtliche Zwangsmaßnahmen mit Todesfolge der letzten fünf Jahre' daraufhin überprüfen zu lassen, 'ob sich daraus Anhaltspunkte ergeben, die einen Anpassungsbedarf in der Aus- und Fortbildung nahelegen'“ sowie einen unabhängigen Polizeibeauftragten zu installieren.

#### Bremen
Seit 2009 werden Ermittlungen gegen Polizisten nicht mehr intern durchgeführt, sondern von der Innenbehörde. 2011 gab es 270 Anzeigen gegen Polizisten, 2012 waren es 249.

#### Hessen
In den Jahren 2009 bis 2012 gab es ca. 900 Anzeigen und ca. 600 Ermittlungsverfahren gegen Polizisten. Es kam zu 3 Verurteilungen.
| Jahre     | Anzeigen  | Ermittlungsverfahren | Strafbefehle oder Verurteilungen | Einstellung d. Verfahren                                                  | Disziplinarverfahren |
| --------- | --------- | -------------------- | -------------------------------- | ------------------------------------------------------------------------- | -------------------- |
| 2009–2012 | ca. 900 1 | ca. 600 1            | 03 1                             | 73 (davon 67 mangels hinreichenden Tatverdachts; 6 wg. Geringfügigkeit) 1 | ca. 50 1             |
| 2009      |           |                      |                                  |                                                                           | 2                    |
| 2012      |           |                      |                                  |                                                                           | 3                    |
| 2013      | ca.441 2  |                      | 15 2                             |                                                                           |                      |
| 2014      | ca.426 2  |                      | 15 2                             |                                                                           |                      |
| 2015      | ca.351 2  |                      | 11 2                             |                                                                           |                      |

#### Niedersachsen
| Jahr | Verurteilungen wg. Körperverletzung im Amt |
| ---- | ------------------------------------------ |
| 1999 | 2                                          |

Über Fälle von Polizeigewalt wurde in Niedersachsen im Zusammenhang mit Anti-Castor-Demonstrationen berichtet.

#### Sachsen
2014 wurden gegen 182 Polizisten Verfahren wegen des Verdachts auf Körperverletzung im Amt eingeleitet. In keinem der Fälle wurde eine Schuld festgestellt.

#### Sachsen-Anhalt
Nach schleppenden Ermittlungen gegen einen Polizisten 2013, der einen Mann in den Unterleib getreten haben soll, forderten Mitglieder von Die Linke und Bündnis 90/Die Grünen Sachsen-Anhalt eine unabhängige Ermittlungsstelle und die Kennzeichnungspflicht für Bereitschaftspolizisten. Am Abend nach dem Freispruch des angeklagten Polizisten kam es in Halle zu einer unangemeldeten Demonstration mit knapp 40 vermummten Personen. Die Demonstranten sollen bengalische Feuer und Knallkörper gezündet sowie Müllkübel und Warnbaken umgetreten haben.
Große mediale Aufmerksamkeit folgte dem Tod des auf der Polizeiwache in Dessau-Roßlau verbrannten Oury Jalloh. Beamte der Polizeiwache gerieten auch im Zusammenhang mit weiteren Todesfällen in Verdacht.
Siehe: Vorfälle bei der Polizei in Dessau-Roßlau nach 1990

#### Schleswig-Holstein
| Jahr | Fälle | aufgeklärte Fälle | davon          | Tatverdächtige | davon    | davon           | davon          | Opfer | davon    |
| Jahr | Fälle | aufgeklärte Fälle | in Kiel/Lübeck | Tatverdächtige | weiblich | allein handelnd | unter 40 Jahre | Opfer | weiblich |
| ---- | ----- | ----------------- | -------------- | -------------- | -------- | --------------- | -------------- | ----- | -------- |
| 2024 | 03    | 03                | 1              | 04             | 0        | 2               | 01             | 3     | 1        |
| 2023 | 06    | 04                | 1              | 05             | 2        | 3               | 01             | 4     | 0        |
| 2022 | 11    | 09                | 4              | 15             | 0        | 7               | 10             | 9     | 1        |
| 2021 | 09    | 09                | 3              | 13             | 1        | 7               | 07             | 9     | 1        |
| 2020 | 11    | 11                |                |                |          |                 |                |       |          |

Seit Oktober 2016 ist das Gesetz über die Bürgerbeauftragte oder den Bürgerbeauftragten für soziale Angelegenheiten des Landes Schleswig-Holstein und die Beauftragte oder den Beauftragten für die Landespolizei Schleswig-Holstein in Kraft. Diese bringt regelmäßig einen Tätigkeitsbericht heraus.
Zum Thema „Polizeigewalt“ zählte die schleswig-holsteinische Beauftragte im Zeitraum 10/2016–9/2021 17 Beschwerden (vier Prozent aller 417 Beschwerden aus der Bevölkerung).
Ein Fall aus Januar 2023, eine Kontrolle und Durchsuchung eines 28-Jährigen in Kiel, ging 2025 durch die Medien. Der Innen- und Rechtsausschuss besprach diesen Fall am 15. Januar 2025. Massive Polizeigewalt soll auch im Mai 2019 angewandt worden sein. 2013 eskalierte eine Demonstration.

#### Thüringen
Nach einem unrechtmäßigen Einsatz von Polizeigewalt im November 2002, bei dem Thüringer Polizisten Kollegen aus Schleswig-Holstein, die in ziviler Kleidung im Einsatz waren, schlugen, sah sich der damalige Innenminister Andreas Trautvetter (CDU) veranlasst, sich für das Erscheinen der Angeklagten vor Gericht zu verbürgen. Die Polizisten wurden wegen Körperverletzung im Amt zu einer Freiheitsstrafe auf Bewährung verurteilt. Trautvetter kündigte daraufhin an, dass zukünftig nur noch Amtshilfe geleistet würde, wenn sichergestellt sei, dass sich keine Polizisten in Zivil unter den Demonstranten befinden.
Beamte der Weimarer Polizeiwache wurden zwischen 2012 und 2019 mehrfach beschuldigt, Körperverletzung begangen zu haben und rechtsradikale Inhalte zu verbreiten.
| Jahr | Ermittlungsverfahren wg. Körperverletzung im Amt | Erledigte Verfahren wg. Gewaltausübung und Aussetzung | Erledigte Verfahren wg. Gewaltausübung und Aussetzung | Erledigte Verfahren wg. Gewaltausübung und Aussetzung |
| Jahr | Ermittlungsverfahren wg. Körperverletzung im Amt | davon Verfahrenseinstellung                           | davon Erlass eines Strafbefehls                       | davon Erhebung einer Anklage                          |
| ---- | ------------------------------------------------ | ----------------------------------------------------- | ----------------------------------------------------- | ----------------------------------------------------- |
| 2009 | 56                                               | 18                                                    | 0                                                     | 0                                                     |
| 2010 | 51                                               | 23                                                    | 2                                                     | 0                                                     |

### Diskussionen
Im August 2020 gab Infratest dimap an, dass 23 % der Befragten Polizeigewalt in Deutschland als kein Problem sahen, 54 % als kleines, 17 % als großes und 2 % als sehr großes.
Politische Positionen
Die Antidiskriminierungsstelle des Bundes spricht sich „[…] für die Einrichtung unabhängiger Polizeibeauftragter […]“ aus.
Im September 2021 sprachen sich SPD, Grüne, Linke und FDP für bundesweite unabhängige Beschwerdestelle aus, bzw. den Ausbau der Vertrauensstelle der Bundespolizei (FDP) sowie für eine Kennzeichnungspflicht für Polizisten. Die CDU hielt beides für nicht notwendig.
Im Koalitionsvertrag vom Dezember 2021 vereinbarten SPD, Grüne und FDP:

„Wir führen eine unabhängige Polizeibeauftragte bzw. einen unabhängigen Polizeibeauftragten für die Polizeien des Bundes als Anlaufstelle beim Deutschen Bundestag mit Akteneinsichts- und Zutrittsrechten ein. Wir führen die pseudonyme Kennzeichnung von Polizistinnen und Polizisten ein.“

### Internationale Rezeption
Amnesty International stellte in einem Bericht von 2010 fest, „dass die Ermittlungsmethoden und -abläufe in Fällen mutmaßlicher polizeilicher Misshandlung bzw. unverhältnismäßiger Gewaltanwendung bedauerlicherweise noch nicht den Grundsätzen entsprechen, die in den von Deutschland unterzeichneten Menschenrechtsabkommen verankert sind“ und beschrieb die eingeleiteten Ermittlungen als wenig umgehend und umfassend, sowie nicht ausreichend unabhängig und unparteiisch.
Fälle übermäßiger Gewaltanwendung werden insbesondere während oder nach einer Festnahme dokumentiert. Es gibt allerdings eine mangelnde statistische Erfassung und eine Anklageerhebung findet extrem selten statt.
Im Jahr 2022 bewertete der UN-Sonderberichterstatter für Folter und andere grausame, unmenschliche oder erniedrigende Behandlung den staatlichen Umgang Deutschlands mit Polizeigewalt als „Systemversagen“. So würden Verfahren gegen Polizisten eingestellt oder verschleppt. In zwei zurückliegenden Jahren habe es lediglich einen Fall gegeben, in dem ein Polizist wegen unverhältnismäßiger Gewalt belangt wurde. In mehreren Bundesländern gebe es laut dem Sonderberichterstatter keine Statistiken zu Polizeigewalt. Spreche man konkrete Fälle von Polizeigewalt den Behörden gegenüber an, hätten die Behörden die Gewaltanwendung als verhältnismäßig bezeichnet.

## Fälle in Frankreich
Am 8. Februar 1962 kamen an der Metrostation Charonne 1962 in Paris bei einer Demonstration gegen den Algerienkrieg neun Menschen ums Leben, als die Versammlung durch die Polizei gewaltsam aufgelöst wurde.
Am 31. Juli 1977 demonstrierten etwa 60.000 Menschen gegen den Bau des ersten schnellen Brüters in Frankreich. Die damals als brutal bekannte Bereitschaftspolizei CRS löste die Demonstration auf; dabei wurden hunderte zum Teil schwer verletzt und ein Demonstrant von einer Blendgranate getötet.
Der Tod zweier Jugendlicher am 27. Oktober 2005 auf der Flucht vor der Polizei in Paris führte zu den Unruhen in Frankreich 2005. Am 8. November 2005 wurde infolge der andauernden Ausschreitungen, die sich auf weitere Städte ausgeweitet hatten, der Ausnahmezustand verhängt.
Bei den Gelbwesten-Protesten (November 2018 bis Mai 2019) verletzten Polizisten laut Reporter ohne Grenzen 54 Journalisten. Zahlreiche weitere wurden durch den Einsatz von Gummigeschossen verletzt.
2022 erschossen Polizisten bei Verkehrskontrollen insgesamt 13 Menschen.
Am 27. Juni 2023 wurde der 17-jährige Nahel M. bei einer Straßenverkehrskontrolle in Nanterre durch einen Polizisten erschossen. Kursierende Videoaufnahmen des Vorfalls dokumentierten dabei den Wortlaut Du kriegst gleich eine Kugel in den Kopf eines Polizisten. Staatspräsident Macron nannte den Tod des 17-Jährigen „unerklärbar“ und „unentschuldbar“. Der Vorfall resultierte in teils gewalttätigen Demonstrationen. Auch weitere Städte wie Lille, Nantes, Toulouse und Lyon waren von Ausschreitungen betroffen. Über 40.000 Kräfte der Polizei wurden für Einsätze in betroffenen Gebieten mobilisiert.

## Fälle in Österreich
In den Jahren 1999 bis 2006 starben mehrere Afrikaner durch Polizeigewalt in Österreich.
- Am 19. Februar 1999 starb Ahmed F. bei einer Drogenkontrolle in Wien. Zeugen sprachen von 20-minütigem Verprügeln durch Polizisten.
- 1999 starb der 25-jährige nigerianische Schubhäftling Marcus Omofuma in Polizeigewahrsam auf dem Flug nach Sofia. Die drei Fremdenpolizisten, die ihn laut Zeugen in der Maschine gefesselt und geknebelt hatten, wurden wegen fahrlässiger Tötung unter besonders gefährlichen Umständen verurteilt.
- 2000 starb der 26-jährige Richard Ibekwe in der Justizanstalt – einige Tage, nachdem er verhaftet und misshandelt worden war.[162]
- 2001 sprang der 19-jährige Asylwerber Johnson Okpara aus Nigeria während eines Verhörs aus einem Fenster im zweiten Stock der Jugendstrafanstalt Erdberg.[163]
- 2003 kam Seibane Wague bei einer gewaltsamen Amtshandlung ums Leben. Zehn Einsatzkräfte und Polizisten waren beteiligt. Der Großteil der zehn Angeklagten wurde freigesprochen, zwei wurden wegen fahrlässiger Tötung verurteilt.
- 2004 starb der 38-jährige Edwin Ndupu in der Justizanstalt Krems/Stein, nachdem er von etwa 15 Justizwachebeamten so lange verprügelt wurde, dass er nicht mehr aufstehen konnte.
- 2005 verdurstete der 18-jährige Asylwerber Yankuba Ceesay aus Gambia in einer „Sicherungszelle“ des polizeilichen Haltezentrums in Linz. Sieben Tage zuvor war er in einen Hungerstreik getreten, um gegen seine schlechten Haftbedingungen zu protestieren. Der Unabhängige Verwaltungssenat des Landes Oberösterreich (Linz) stellte später fest, dass die Schubhaft „rechtswidrig“ war.
- 2006 ertrank Essa Touray bei einem Polizeieinsatz unter aufklärungsbedürftigen Umständen im Donaukanal.[164]
- 2006 wurde der gebürtige Gambier Bakary J., welcher sich gegen seine Abschiebung am Flughafen Wien wehrte, von vier WEGA-Polizisten in eine leerstehende Lagerhalle gebracht und dort gefoltert. Alle vier Polizisten wurden vor Gericht gestellt und zu Geld- und Bewährungsstrafen verurteilt und in den Innendienst versetzt. Erst sechs Jahre später wurden drei der vier Polizisten aus dem Polizeidienst entlassen.[165]

Eine von der Forschungsstelle für Polizei und Justizwissenschaften (Austrian Center for Law Enforcement Sciences, Ales) unter der Leitung der Strafrechtlerin Susanne Reindl-Krauskopf durchgeführte Studie zeigte, dass Beschwerdeführer im Durchschnitt männlich, zwischen 18 und 34 Jahre alt und Österreicher sind. Zehn Prozent sind afrikanischer Herkunft. Mehr als die Hälfte der Beschwerdeführer stand zur Tatzeit unter Alkohol- oder Drogeneinfluss oder hatte psychische Probleme. Für den Zeitraum 2012 bis 2015 zeigte sich, dass die meisten Ermittlungen eingestellt wurden, weil kein strafbares Verhalten nachweisbar war, der Tatbestand der Körperverletzung nicht erfüllt war, die Opfer nicht zur Vernehmung kamen, weil die Vorwürfe haltlos waren oder zurückgenommen wurden.
Im Zusammenhang mit der Diskrepanz zwischen der Anzahl an Misshandlungsvorwürfen und der vergleichbar geringen Menge daraus resultierender Gerichtsverfahren kritisierte Manfred Nowak, ehemaliger Leiter des Ludwig-Boltzmann-Instituts für Menschenrechte im Oktober 2018, dass die österreichische Polizei in solchen Fällen „gegen sich selbst ermittelt“. Er sprach sich aus für eine unabhängige Ermittlungsstelle mit den gleichen Befugnissen wie die Kriminalpolizei, die in diesen Fällen die Untersuchungen durchführen solle.
Am 6. Juli 2023 sprach sich der Nationalrat für die Einrichtung einer „Ermittlungs- und Beschwerdestelle zur Aufklärung von Misshandlungsvorwürfen gegen die Polizei“ aus. Sie soll nach Regierungsvorlage (Regierung: ÖVP, Grüne) als eigene Organisationseinheit im zum Innenministerium gehörigen Bundesamt für Korruptionsprävention und Korruptionsbekämpfung (BAK) angesiedelt werden.
SPÖ und Neos kritisieren die Nähe zur Polizei und damit zu wenig Unabhängigkeit. Die FPÖ hält eine solche „Diffamierungstelle“ für gänzlich unnötig.

## USA
US-Polizisten erschossen laut einer Datenbank der Washington Post im Jahr 2021 mindestens 1055 Menschen. Das sei der höchste Wert seit Beginn der Datenerfassung im Jahr 2015.
| Bewaffnet                                        | 1609     | 1135      | 2927   | 106     |
| Unbewaffnet                                      | 0336     | 0201      | 0452   | 012     |
| Summe                                            | 1945     | 1336      | 3379   | 118     |
| Bevölkerungsgruppe                               | Schwarze | Hispanics | Weiße  | Asiaten |
| Anteil der Gruppe an der Gesamtbevölkerung       | 13,4 %   | 18,3 %    | 60,4 % | 5,9 %   |
| Anteil der Gruppe an den unbewaffneten Getöteten | 34 %,0   | 20 %,0    | 45 %,0 | 1,2 %   |

2013 gründete sich die Black-Lives-Matter-Bewegung, die regelmäßig zu Protesten und Aktionen gegen Rassismus und Polizeigewalt aufruft. Bei manchen Fällen von Schusswaffengebrauch mit Todesfolge kommt es zu Demonstrationen, manchmal auch zu schweren Ausschreitungen und Krawallen, speziell dann, wenn Unbewaffnete erschossen wurden oder wenn von Augenzeugen aufgenommene Smartphone-Videos die Unverhältnismäßigkeit eines Polizeieinsatzes belegen, wie zum Beispiel in den Fällen von Tamir Rice und Michael Brown.
In der Geschichte der USA gab es viele Ereignisse mit Polizeigewalt, die Proteste auslösten, so z. B. der Bloody Sunday auf der Edmund Pettus Bridge oder die Unruhen in Los Angeles 1992 nach dem Freispruch der Polizisten, die Rodney King verprügelt hatten. Auch bei den Unruhen in Detroit 1967 gilt Polizeigewalt gegenüber den Anwohnern als eine der Hauptursachen für deren Ausmaß.
Forscherteams der renommierten amerikanischen Wissenschaftlervereinigung National Academy of Sciences kamen im Jahr 2019 zu dem Ergebnis, es gebe keine statistischen Hinweise auf Rassismus in der US-Polizei.
Am 22. Mai 2020 erstickten Polizisten bei einer Festnahme George Floyd, obwohl er bereits in Handschellen auf dem Boden lag. Danach kam es wochenlang zu Protesten in allen größeren US-Städten und auch im Ausland.
2024 recherchierten Wissenschaftler in den USA den tödlichen Ausgang von Fällen, bei denen die Opfer durch Polizeigewalt am Atmen gehindert wurden und/oder von Sanitätern (Paramedics) ein Sedativum erhielten. Durch Stress und Agitation (oft unter Drogeneinfluss) entwickelt sich eine Übersäuerung des Blutes (metabolische Azidose). Wird der Kompensationsmechanismus mittels schnellem vertieften Atmens (Hyperventilation, Kußmaul-Atmung) durch Kompression des Brustkorbs, liegende Position oder Sedativa unterbunden, so kann dies zum Tode führen, wie forensische Obduktionen zeigten.
Laut einer Recherche der BBC 2021 gibt es einen starken Zusammenhang zwischen der Dauer der Ausbildung von Polizisten und tödlichen Vorfällen. Außerdem stehe in der Polizeiausbildung das Schusswaffentraining im Vordergrund; Strategien der Deeskalation würden dagegen kaum gelehrt.

## Probleme
Rund um das Thema Polizeigewalt werden verschiedene Probleme diskutiert, die in den folgenden Abschnitten dargestellt werden.
Der Kriminalhauptkommissar Oliver von Dobrowolski ist Konfliktmanager des Kommunikationsteams der Berliner Polizei. Er hat wegen der von ihm erkannten Rassismusprobleme im April 2023 die Initiative BetterPolice gegründet.
Speziell als Ursache für unzulässige Polizeigewalt sah Norbert Pütter, Professor an der Hochschule Lausitz, im Jahr 2010 sieben Punkte, aus denen sie resultiere:
1. „auf der individuellen Ebene aus den persönlichen Defiziten der PolizistInnen“
2. „aus der mangelnden Professionalität der PolizistInnen in bestimmten Situationen“
3. „aus den polizeilichen Arbeitsbedingungen, die durch Überlastung, Stress und Frust“ gekennzeichnet seien
4. „aus der gewalthaft-männlichen Subkultur, die in polizeilichen Basisdienststellen vorherrsche“
5. „aus den Eigenheiten der Institution Polizei“
6. „aus den entgrenzenden Bestimmungen des Eingriffsrechts“
7. „aus dem Umgang der Politik mit der Polizei“[187][188]

Polizeiliche Übergriffe finden nach Pütter häufig in Polizeiwagen oder -wachen statt, davon betroffen sind häufig „[…] Drogenabhängige, Obdachlose, Prostituierte und Angehörige ethnischer Minderheiten […]“ sowie Demonstranten und Journalisten. Norbert Siegmund vom RBB führte Recherchen darüber, welche Merkmale die Personen aufweisen, die durch Waffengebrauch der Polizei in Deutschland getötet wurden. Seinen Ergebnissen nach, die sich auf die Jahre 2009 bis 2013 beziehen, sollen rund 2/3 der getöteten Personen „[…] entweder psychisch Kranke […] oder der Polizei bereits als psychisch auffällig bekannt“ gewesen sein. Er verwies auf Experten, die eine stärkere Schulung von Polizisten über den Umgang mit psychisch Auffälligen fordern, weil das „normale“ Vorgehen, wie es gegen „normale“ Störer zum Einsatz kommt, bei psychisch Auffälligen zu einer (eigentlich vermeidbaren) Eskalation führe.

### „Widerstandsbeamte“
Rafael Behr beschreibt in einem Aufsatz einen Typus von Polizisten, genannt „Widerstandsbeamte“:

„Der „Widerstandsbeamte“ handelt gegenüber den falschen Leuten in den falschen Situationen mit falschen Mitteln. Er neigt schneller als andere dazu, Gewalt anzuwenden […]. Gleichzeitig repräsentiert der Widerstandsbeamte den Typus des Polizisten, der seine eigene Situationsdefinition auch gegen Widerstand durchsetzt […]. Der Widerstandsbeamte handelt zwar unangemessen, aber machtvoll. Er bestimmt, wer den richtigen Ton trifft und wer sich zu fügen hat. […] Im übrigen verkörpert er, institutionstheoretisch gedacht, auch den unangepassten, geradezu „archaischen Krieger“, der unumschränkte Machtfülle für sich beansprucht und sich weder dem rechtlich geforderten Verhältnismäßigkeitsprinzip unterwirft noch dem Grundsatz des institutionell gewünschten Smart-Policing folgt. Der „Widerstandsbeamte“ ist deshalb problematisch, weil er nicht sorgfältig genug unterscheidet. Er sieht tendenziell alle Personen, mit denen er dienstlich zu tun hat, eindimensional als „seinem Entscheiden und Handeln Unterworfene“ und behandelt entsprechend jede Form der Abweichung von dieser Vorstellung als Unbotmäßigkeit und Insubordination. Der Widerstandsbeamte handelt stets rigoros, nicht nur gegenüber Personen mit geringer Definitionsmacht, er gerät dabei manchmal an den Falschen und dann wird sein Handeln öffentlich und aktenkundig.“

Unter Kollegen genieße er, trotz der Gefahr in Konflikte mit reingezogen zu werden, durch seine Konfliktbewältigung aber ein gewisses Ansehen.
2021 wurde ein Fall aus Köln bekannt, wo „Beamte[] bei Einsätzen Widerstandshandlungen bewusst provoziert [hätten], um selbst Gewalt anwenden zu können“. Anfang Dezember 2023 wurden sie vom Vorwurf der Körperverletzung im Amt freigesprochen.

### Interne Führungsprobleme
Joachim Kersten äußerte 2013: „Es fehlt der Leitung oft an der nötigen Sensibilität, was die Unterstützung von Beamten angeht, die in besonders schwierige Lagen […] arbeiten.“ „In München ist es leider so, dass ein eher ruppiger Stil häufig ist und anscheinend auch nicht der notwendigen Kontrolle von oben unterliegt.“ „Amnesty spricht von einem rauen Klima in Bayern […]“ Als positives Beispiel wird die Reform der Berliner Polizei unter Dieter Glietsch angeführt: „[Er] schaffte unübersichtliche Führungsstrukturen ab und richtete ein Beschwerdemanagement ein. Dort konnten Polizisten Übergriffe von Kollegen melden […]“ Die Süddeutsche Zeitung schreibt weiter: „Wichtiger aber war es, meint [Ehrhart] Kötting, junge Polizisten zu ermutigen, offen mit eigenen Fehlern umzugehen.“ „[…] Allerdings bleiben Beamte, die einen fatalen Korpsgeist beklagen, lieber anonym. Da berichten sie, wie schwer es ist, ruppige Kollegen zu mäßigen oder zu melden.“

### Umgang mit Menschen in einer psychischen Notsituation
Die Süddeutsche Zeitung schrieb 2022, Polizisten seien häufig unzureichend auf Einsätze vorbereitet, bei denen Menschen in einer psychischen Notsituation sind. Von den mindestens 133 Menschen, die seit 2010 von Polizisten erschossen wurden, habe sich ungefähr die Hälfte in einer psychischen Notsituation befunden. Genauer: 63 Menschen seien psychisch krank oder suizidal gewesen, 7 betrunken oder hätten unter dem Einfluss anderer Drogen gestanden. Offizielle Zahlen zur psychischen Verfassung der Getöteten seien bis dato nicht erhoben worden. Eine beeinträchtigte psychische Verfassung, oder die Sprachbarriere bei Menschen, die die deutsche Sprache nicht oder nur kaum sprechen, verhindere, dass die Menschen den Anweisungen der Polizisten folgen können; zunächst müsste der psychische Druck reduziert werden. Eine einheitliche Linie zu Fortbildungen hinsichtlich solcher Einsätze gäbe es in den Bundesländern nicht.
In den meisten Fällen hätten die Getöteten eine Waffe (häufig ein Messer) in der Hand. Für Polizisten sei eine Messer im Nahbereich sehr gefährlich, weshalb Polizisten häufig zum Eigenschutz auf Menschen mit Messern schießen würden, wenn diese sich ihnen auf weniger als sieben Meter nähern. Da man „Polizisten nicht zu Psychologen machen könne“, empfahl Kriminologe Tobias Singelnstein eine Krisensituation „zu einer statischen zu machen, soweit das möglich ist, und sich professionelle Hilfe zu holen.“ Die Bundestagsabgeordnete Irene Mihalic (Grünen) sah das ähnlich, wies zudem darauf hin, dass der Sozialpsychiatrische Dienst häufig unterfinanziert sei und die Union für das Thema kein Bewusstsein habe.

### Fehlen einer Kennzeichnungspflicht für Polizisten
2010 musste ein Fall, in dem die Staatsanwaltschaft von „[…] Tätlichkeiten [gegen Fans] seitens der eingesetzten Polizeibeamten“ ausging, eingestellt werden, weil diese Polizisten nicht individualisiert werden konnten.
In einem anderen Fall stellte die Staatsanwaltschaft fest, „[…] dass es bei dem Einsatz zu unverhältnismäßiger Gewalt gekommen war […]“, bei dem die Polizisten maskiert waren. Dadurch (in Kombination mit der fehlenden Kennzeichnung) konnten die mutmaßlichen Täter nicht identifiziert werden.
Amnesty International sah 2011 in Deutschland ein über diese Fälle hinausgehendes Problem und erhoffte sich eine bessere Aufklärungsquote. Die Süddeutsche Zeitung kam 2012 zu dem Schluss, „eine Kennzeichnungspflicht würde das Vertrauen in die Polizei vergrößern: Beamte und Bürger wären damit gleichgestellt, Straftaten auf beiden Seiten könnten gleichermaßen geahndet werden.“
Die SPD-Bundestagsfraktion vertrat 2012 folgende Position: „Eine individuelle Kennzeichnungspflicht für Bundespolizistinnen und -polizisten ist Ausdruck einer modernen und bürgernahen Polizei und ist zudem geeignet, die Aufklärung von Straftaten in den Reihen der Polizei (zumindest) zu erleichtern.“
Dieter Glietsch führte 2011 in seiner Zeit als Polizeipräsident in Berlin die Kennzeichnungspflicht ein. Vor dem Landtag von Brandenburg erklärte er dazu, dass Klaus Rogall, Professor für Strafrecht an der FU Berlin, in einer Studie zu dem Ergebnis komme, „[…] dass eine individuelle Kennzeichnung der eingesetzten Polizeibeamten die Aufklärung der angezeigten Tat in 12 [von 131] Fällen erleichtert hätte“. In einer Großen Anfrage an die Bundesregierung stellen Volker Beck, Kai Gehring, Ingrid Hönlinger (alle Die Grünen), „[weitere Abgeordnete] und [die] Fraktion BÜNDNIS 90/DIE GRÜNEN“ folgende Vorbemerkung voran: „Alle Polizistinnen und Polizisten im Amt sollten durch eine sichtbare Kennzeichnung identifizierbar sein. Dies dient der Möglichkeit der Ermittlung bei rechtswidrigen Übergriffen von Polizeibeamten auf Bürgerinnen und Bürger und wirkt zugleich vertrauensbildend.“

### Falsch verstandener Korpsgeist / „Mauer des Schweigens“
Norbert Pütter, Professor an der Hochschule Lausitz, nannte im Jahr 2000 drei Aspekte, die zu einer „Polizistenkultur“ oder „Cop culture“ führen:
1. das Bild der gegen das „gesellschaftliche Chaos“ kämpfenden Polizisten
2. das Zusammengehörigkeitsgefühl durch die Gefährlichkeit des Berufs
3. die Handlungsoption Gewalt

Die ‚Cop culture‘ könne, so Pütter, einen polizeilichen „[…] Übergriff als Folge der Frontstellung gegen Personen, welche die von den PolizistInnen zu verteidigende Ordnung zu bedrohen scheinen“, erklären. Ebenso die „Mauer des Schweigens“.
Monika Lüke, damals Generalsekretärin der deutschen Sektion von Amnesty International, meinte im Spiegel: „Der Korpsgeist, das missverstandene Wir-Gefühl führt dazu, dass sich die Polizisten gegenseitig decken.“ Tobias Singelnstein, Juniorprofessor an der FU Berlin, äußert sich dazu in der Süddeutschen Zeitung: „[Es lässt sich] regelmäßig beobachten, was in der kriminologischen Forschung als ‚Mauer des Schweigens‘ oder ‚Korpsgeist‘ bezeichnet wird: Dass Beamte in der Regel nicht gegen Beamte aussagen. Man will nicht der sein, der seinen Kollegen hinhängt. Wenn doch mal ein Kollege aussagt, muss er mit negativen Folgen rechnen.“ Spiegel-Autor Carsten Holm schrieb 1999 dazu: „Verschworener als Chirurgen und eiserner als Soldaten halten sich Polizisten an das ungeschriebene Gesetz des Schweigens, wenn es in den eigenen Reihen zu Straftaten kommt.“
Besondere Aufmerksamkeit hat dieser weltweit zu beobachtende Missstand seit 2020 im Zusammenhang mit der Tötung von George Floyd bekommen, im Nachgang derer in den USA vermehrt eine blue wall of silence in den Reihen der Polizei beklagt wurde. Im deutschsprachigen Raum wurde diese Bezeichnung medial als „blaue Mauer des Schweigens“ aufgegriffen.
Zu dem Vorwurf, Polizisten würden unbedingt ihre Kollegen schützen, meinte Joachim Kersten, Professor an der Deutschen Hochschule der Polizei: „Es gibt in der [Polizei-] Führung oft eine reflexhafte Inschutznahme. Man stellt sich vor die Beamten und sagt, an den Vorwürfen sei nichts dran, ohne überhaupt etwas zu wissen.“ „Eigene Fehler zu vertuschen, prügelnde Kollegen zu decken und der Öffentlichkeit jede Auskunft darüber zu verweigern, das duldete schon Berlins Polizeipräsident Dieter Glietsch nicht mehr.“
Rainer Wendt, Vorsitzender der Deutschen Polizeigewerkschaft, sagte 2013 in einem Streitgespräch mit Opfern von Polizeigewalt zum Korpsgeist: „Korpsgeist gibt es, aber keine Kumpanei. Jeder Beamte, der falsch aussagt oder seine Kollegen schützt, begeht selbst eine schwere Straftat und muss damit rechnen, aus dem Dienst entfernt zu werden. Gerade weil Polizisten in dieser besonderen Vertrauensposition sind, wissen sie, dass sie – zu Recht – eine unverhältnismäßig hohe Strafe erwartet. Das ist nicht mal schnell mit einer Geldstrafe erledigt, sondern eine existenzielle Bedrohung. Der Beamte verliert sämtliche Pensionsansprüche, es wird schwierig, einen Job zu bekommen. Jeder Polizist weiß das ganz genau.“
Polizisten, die für Kollegen falsche entlastende Aussagen tätigen, begehen eine Strafvereitelung im Amt.
Als positives Gegenbeispiel wurde 2012 im law blog ein Fall genannt, bei dem Polizisten der Berliner Polizei einen Kollegen angezeigt haben, der „[…] grundlos auf eine Frau eingetreten haben [soll].“ In Hamburg wurde ein Dienstgruppenleiter von zwei Bereitschaftspolizisten wegen Körperverletzung im Amt angezeigt.

### Gegenanzeigen
In Fällen, bei denen die Rechtmäßigkeit der eingesetzten Polizeigewalt strittig ist, gibt es zwei Interpretationen des Ablaufs: die des Bürgers und die des Polizisten. Erstattet ein Bürger eine Anzeige gegen die Polizei wegen Körperverletzung im Amt, so folgt nach Aussage von Tobias Singelnstein „oft eine Gegenanzeige der Polizisten“.
In einem Artikel für Die Zeit erklärt Nana Heymann, der vorgeworfene Tatbestand des Widerstands „dient auch der Absicherung des behördlichen Handelns: Der Festzunehmende hat sich widersetzt, womöglich sogar handgreiflich – dass der Polizist körperliche Gewalt einsetzen musste, wird dadurch plausibler.“
Polizisten, die ungerechtfertigte Gegenanzeigen schreiben, begehen eine Falsche Verdächtigung bzw. Verfolgung Unschuldiger.

### Fehlen einer unabhängigen Ermittlungsstelle / Nähe der Staatsanwaltschaft zur Polizei
Aus Sicht des Magazins Panorama ist „häufiger Grund“ für die „sehr niedrige“ „Aufklärungsquote bei Polizeiübergriffen“: „Interne Ermittlungsstellen sind für die Untersuchung der Vorfälle zuständig – Polizisten ermitteln gegen ihre eigenen Kollegen.“ Tobias Singelnstein, Juniorprofessor für Strafrecht und Strafverfahrensrecht, meint, „dass die institutionelle Nähe – Polizei ermittelt gegen Polizei – ein Problem darstellt; weil auch dann ist es so, dass gegen Kollegen ermittelt wird, und dass man eben mit Beschuldigten zu tun hat, für die man eher Verständnis aufbringt.“ Als Lösung sieht Panorama: „Statt interner Ermittler müssten unabhängige Stellen eingeschaltet werden.“
Amnesty International (AI) sah 2011 ein Problem darin, dass „die Polizei […] gegen sich selbst ermitteln“ soll. AI kritisierte die Nähe zwischen Polizei und Staatsanwaltschaft im Zusammenhang mit der Aufklärung von Polizeigewalt.
Auf die Frage, ob „Sonderabteilungen für Polizeigewalt bei der Staatsanwaltschaft und bei den Gerichten“ etwas daran ändern würden, antwortete Singelnstein: „Unabhängige Kontrollinstanzen wären besser.“ Bezogen auf die Interessen von Polizisten gegenüber ihren Kollegen sagte der ehemalige Innensenator von Berlin Ehrhart Körting im Jahr 2013: „Letztlich besteht immer das Problem, dass Beamten in der Kollegenschaft in einer schwierigen Situation sind, wenn sie einen Fall beobachtet haben, wo eine Sache aus dem Ruder gelaufen ist. Deshalb wäre es wohl klug, eine Ansprechstelle außerhalb einzurichten.“
In einem Beitrag des BR-Magazins quer wurde 2013 gefordert, Prügelvorwürfe sollten unparteiisch aufgeklärt werden, damit der Ruf der Polizei nicht weiter leidet. Im selben Beitrag sagte Joachim Kersten, Professor an der Deutschen Hochschule der Polizei: „Wir brauchen eine Kontrolle von außen, weil sich jetzt zeigt – in mehreren Fällen –, dass die Staatsanwaltschaft alleine nicht ausreicht. Dieses Argument wir haben ja einen Rechtsstaat und die Staatsanwaltschaft kontrolliert die Polizei überzeugt mich als Wissenschaftler nicht mehr. Dazu ist zu viel passiert.“
Michael Siefener, Pressesprecher des Bayerischen Innenministeriums, erwiderte: „Es wird nichts unter den Teppich gekehrt. Jeder Vorwurf und jede Beschwerde gegen die Bayerische Polizei wird sorgfältig geprüft; zum einen durch die zentralen Ermittlungsstellen, zum anderen durch die Staatsanwaltschaft.“ Der Bayerische Innenminister Joachim Herrmann verlegte die Internen Ermittler von den Polizeipräsidien zum Bayerischen Landeskriminalamt.
In der Sitzung des Bayerischen Landtags vom 21. Februar 2013 forderten die Fraktionen von SPD Bayern, Bündnis 90/Die Grünen Bayern und FDP Bayern „[…] eine vollständig unabhängige Behörde für Interne Ermittlungen“.
In verschiedenen Beiträgen der Medien wird erwähnt, dass von Seiten der Staatsanwaltschaft den Aussagen von Polizisten mehr geglaubt wird als denen von Zivilpersonen. Das Magazin Panorama vertrat 2012 die Meinung: „Staatsanwälte zeigen […] überraschend oft Milde, wenn Polizisten angezeigt werden.“

### Verhalten von Polizisten vor Gericht
Bezogen auf das Verhalten von Polizisten vor einem Prozess schrieb Tobias Singelnstein 2012: „Wenn man aber hört, was Verteidiger und einzelne Polizisten berichten, dient der Vorwurf des Widerstands nicht selten dazu, polizeiliches Vorgehen zu rechtfertigen.“ Als Grund sieht er, dass es einem Polizisten bei Widerstand erlaubt ist, mehr Gewalt anzuwenden, als wenn kein Widerstand geleistet würde.
Auf einer Seite der Gewerkschaft der Polizei schrieb Staatsanwalt Heiko Artkämper 2008 zum Thema polizeilicher Zeugenaussagen vor Gericht: „Das Verhalten eines Polizeibeamten als Zeuge vor Gericht nimmt in der Aus- und Fortbildung einen eher geringen Stellenwert ein. Darum sind sich viele Beamte der Bedeutung ihrer Zeugenaussage nicht bewusst.“
In dem obengenannten Fall auf der Hamburger Davidwache, bei dem der Polizist wegen Körperverletzung im Amt verurteilt wurde, war die Richterin „‚erschrocken‘, dass zwei Polizisten regelrechte ‚Gefälligkeits- und Falschaussagen gemacht‘ hätten.“ Teilweise wird von Richtern die Vermutung geäußert, dass Polizisten ihre Aussagen oder Stellungnahmen untereinander absprechen.
Gisela Friedrichsen schrieb für den Spiegel, Uwe Maeffert halte „den Polizeizeugen für den ‚Zeugen mit dem größten Lügenpotential‘. Der Gerichtssaal sei ein Ort, an dem der Polizeibeamte nur seinen Einsatz fortsetze – möglichst angepasst an die Darstellung der Kameraden und bestimmt von einem taktischen Verhältnis zur Wahrheit.“
Polizisten, die vor Gericht falsch aussagen, begehen eine Falsche uneidliche Aussage bzw. im Falle einer Vereidigung einen Meineid. Zusätzlich kommt noch die Verfolgung Unschuldiger oder Strafvereitelung in Betracht.

### Glaubwürdigkeit und Definitionsmacht der Polizei
Das Magazin Hier ab vier schrieb 2013 in einer allgemeinen Betrachtung, die nicht von einem bestimmten Fall ausgeht, dass sich Bürger und Polizisten vor Gericht gegenüberstehen: „Die genannten Gesichtspunkte können im Rahmen der vom Gericht vorzunehmenden Beweiswürdigung dafür ausschlaggebend sein, dass dieses der Aussage des Polizisten eher Glauben schenkt als den widerstreitenden Angaben des ‚gewöhnlichen‘ Zeugen.“ Die genannten Punkte sind, dass der Polizist „[…] in der Regel kein persönliches oder wirtschaftliches Interesse am Ausgang des Rechtsstreits oder Strafverfahrens hat“, Berufszeuge ist und die Zivilisten „unvorbereitet Zeugen“ würden.
Die Zeit schrieb 1969 bezogen auf die Aussage von Notar Gerhard Borck: „Im Allgemeinen werde die Glaubwürdigkeit des Polizisten von den Gerichten heute höher eingeschätzt als die des nicht uniformierten Staatsbürgers.“
Tobias Singelnstein äußerte sich 2013 zu dem Sachverhalt folgendermaßen: „[Gerichte] sind daran gewöhnt, Polizisten zu glauben, sie als neutrale Beobachter anzusehen. Diese Perspektive zu verlassen, ist offenbar nicht ganz einfach. […] auf der anderen Seite [hat man] einen Polizisten, der in der Glaubwürdigkeitshierarchie allgemein sehr weit oben steht, vielleicht auch noch einen Kollegen als Zeugen. Ein Polizist ist eben kein normaler Angeklagter.“
In einem Gerichtsfall, inhaltlich ohne Zusammenhang zu polizeilicher Gewalt, der aber einen Aspekt des Verhältnisses von Justiz zu Polizisten beschreibt, sagte der Richter 2011 zu einem Polizisten, der vor Gericht die Unwahrheit sagte: „,Es ist traurig, dass Sie als Polizist die Unwahrheit gesagt haben‘ […] Die Justiz sei auf glaubhafte Aussagen von Polizeibeamten angewiesen.“

## Medienbeiträge (Auswahl)
- Polizist verurteilt: Fragen und Reaktionen nach dem Prozess, BR, 24. August 2024, 5 Minuten
- Staatsgewalt: Wenn Polizisten ihre Macht missbrauchen, MDR, 11. Februar 2021, 16 Minuten
- Entlarvt: Polizeigewalt gegen Kameramann, NDR, 16. September 2020, 6 Minuten
- Polizeigewalt und Rassismus – Wer kontrolliert die Polizei? WDR, 16. Juli 2020, 44 Minuten
- Polizeigewalt: Was muss sich bei der Polizei ändern? BR, 12. Februar 2020, 17 Minuten
- Staatsgewalt – wenn Polizisten zu Tätern werden, ARD, 31. Juli 2019, 30 Minuten
- Täter in Uniform. Polizeigewalt in Deutschland, von Marie von Kuck, Deutschlandfunk, Das Feature, 24. Juli 2018, 43,53 Minuten, Audio (1/2 Jahr online)
- Dokumentarfilm: Hamburger Gitter. Der G20-Gipfel als »Schaufenster moderner Polizeiarbeit« von Marco Heinig, Steffen Maurer, Luise Burchard und Luca Vogel, Leftvision. 2018

## Institutionen, die Polizeigewalt dokumentieren oder kritisieren
- Amnesty International – NGO, UK, Sektionen in vielen Ländern, seit 1961
- Bürgerrechte & Polizei/CILIP – Zeitschrift und Institut, Berlin, D, seit 1978
- Grundrechte-Report – Jahrbuch, von NGOS, seit 1997
- Humanistische Union – München, Berlin, D, seit 1961
- Kampagne für Opfer rassistischer Polizeigewalt – NGO, Berlin, Bremen, Kiel, D, seit 2002
- Komitee für Grundrechte und Demokratie – Personenkomitee, seit 1980
- Republikanischer Anwältinnen- und Anwälteverein – Verein, Berlin, seit 1979